# Gerd Söderberg
Gerd Söderberg är en artist som tillsammans med  Charlie Norman, Rolf Berg och Hans Burman  medverkade i Melodifestivalen 1963. De framförde två bidrag Storstadsmelodi, som kom på andra plats och Hong Kong-sång som inte placerade sig.

## Diskografi i urval
- 1961, Decca, Peter Matssons orkester: 1. Hjul; 2. Det förstår inte du; 3. Sedan bort över haven de drar; 4. Klockserenad
- 1963, Decca, Mats Olssons orkester: 1. Storstadsmelodi; 2. Tribut till Hitchcock